# 8号密西西比州州道

8号密西西比州州道（英語：Mississippi Highway 8，MS8）是美国密西西比州北部的一条东西走向州道，全长168.1英里（270.5），西起羅斯代爾接1号密西西比州州道（MS1），东至阿伯丁东北接278号美国国道（US 278）。